# Triin Aljand
Triin Aljand (née le 8 juillet 1985 à Tallinn) est une nageuse estonienne.
Elle obtient la médaille d'argent sur 50 mètres papillon lors des Championnats d'Europe à Debrecen en 2012.